# Флаг Белграда
Флаг города Белграда (серб. Застава града Београда) — один из официальных символов города Белград, который представляет собой квадратное знамя, на котором изображены замок и корабль с герба Белграда.

## Описание
В лазоревом поле изображён серебряный город с каменными стенами, короной с четырьмя зубцами и двумя угловыми сторожевыми башнями с коническими крышами (каждая с узким чёрным окном), присоединёнными к крайним зубцами короны. Над короной города, между сторожевыми башнями и над открытыми двустворчатыми серебряными воротами, сквозь арочный проём которых виднеется синева неба, в небо возвышается двухэтажная серебряная каменная башня с короной о трёх зубцах и с двумя чёрными прямоугольными окнами на каждом этаже. Город стоит на червленом поле над двумя волнистыми серебряными линиями, которые символизируют реки Сава и Дунай. Внизу изображена плывущая влево античная трирема с тремя мачтами, серебряными квадратными парусами, чёрными канатами и серебряными круглыми отверстиями на корпусе в три ряда, из которых выходят погружённые в воды реки чёрные вёсла (три в верхнем ряду, четыре в среднем, два в нижнем).